# Аштон-андер-Лайн
А́штон-а́ндер-Лайн (англ. Ashton-under-Lyne) — рыночный город в Теймсайде, Большой Манчестер, Англия.
Население по переписи 2021 года составляло 48 604 человека. Исторически находясь в Ланкашире, он расположен на северном берегу реки Тейм, в предгорьях Пеннинских гор, в 9,7 км к востоку от Манчестера.
В Аштон-андер-Лайне были обнаружены свидетельства каменного века, бронзового века и деятельности викингов. Часть названия города «Аштон», вероятно, относится к англосаксонскому периоду и происходит от древнеанглийского слова, означающего «поселение у ясеней». Происхождение суффикса «андер-Лайн» менее ясно; возможно, он происходит от бриттского слова lemo, означающего «вяз», или от близости Аштона к Пеннинским горам. В Средние века Аштон-андер-Лайн был приходом и тауншипом, а Аштон-Олд-Холл принадлежал де Аштонам, лордам поместья. Получив королевскую грамоту в 1414 году, поместные владения охватывали сельскую местность, состоящую из болот, вересковых пустошей и ряда деревень и селений.
До введения торговли хлопком в 1769 году Аштон считался «голым, мокрым и почти бесполезным». Фабричная система и текстильное производство во время промышленной революции дали толчок процессу стихийной урбанизации в этом районе, и к середине XIX века Аштон превратился в важный фабричный город на пересечении недавно построенных каналов и железных дорог. Транспортная сеть Аштон-андер-Лайна способствовала экономическому подъёму прядения хлопка, ткачества и добычи угля, что привело к предоставлению ему статуса муниципального боро в 1847 году.
В середине XX века импорт более дешёвых иностранных товаров привёл к упадку тяжёлой промышленности Аштона, но город продолжал процветать как центр торговли, а рынок Аштона является одним из крупнейших рынков под открытым небом в Соединённом Королевстве. В настоящее время в центре города Аштон находится здание площадью 13 000 м² двухэтажного торгового центра Аштон-Аркейдс (открыт в 1995 году), открытый торговый комплекс Ледисмит и большой магазин IKEA.
В 2018 году в центре города Аштон открылось крупное новое здание, включающее новый кампус колледжа Теймсайда, новые офисы совета и библиотеку. Также были улучшены условия на открытом рынке, появились новые киоски и прилавки.